# China Open (теніс) 2010
Відкритий чемпіонат Китаю з тенісу 2010 — тенісний турнір, що проходив на відкритих кортах з твердим покриттям Olympic Green Tennis Center у Пекіні (Китай). Це був 12-й за ліком China Open серед чоловіків і 14-й - серед жінок. Належав до категорії 500 у рамках Туру ATP 2010 і категорії Premier у рамках Туру WTA 2010. Тривав з 1 до 11 жовтня 2010 року. Через дощ фінали в одиночному розряді перенесено з 10 на 11 жовтня.

## Учасниці

### Сіяні учасниці
| Країна    | Гравчиня               | Рейтинг1 | Сіяна |
| --------- | ---------------------- | -------- | ----- |
| Данія     | Каролін Возняцкі       | 2        | 1     |
| Росія     | Віра Звонарьова        | 4        | 2     |
| Сербія    | Єлена Янкович          | 6        | 3     |
| Австралія | Саманта Стосур         | 7        | 4     |
| Італія    | Франческа Ск'явоне     | 8        | 5     |
| Польща    | Агнешка Радванська     | 9        | 6     |
| Росія     | Олена Дементьєва       | 10       | 7     |
| Білорусь  | Вікторія Азаренко      | 11       | 8     |
| КНР       | Лі На                  | 12       | 9     |
| Росія     | Світлана Кузнецова     | 13       | 10    |
| Франція   | Маріон Бартолі         | 14       | 11    |
| Росія     | Марія Шарапова         | 15       | 12    |
| Росія     | Надія Петрова          | 17       | 13    |
| Франція   | Араван Резаї           | 18       | 14    |
| Ізраїль   | Шахар Пеєр             | 19       | 15    |
| Росія     | Анастасія Павлюченкова | 20       | 16    |

- 1 Рейтинг подано станом на 27 вересня 2010.

### Інші учасниці
Нижче наведено учасниць, які отримали вайлдкард на участь в основній сітці:
- Хань Сіньюнь
- Пен Шуай
- Сунь Шеннань
- Ч Шуай
- Чжоу Імяо

Нижче наведено гравчинь, які пробились в основну сітку через стадію кваліфікації:
- Катерина Бондаренко
- Віра Душевіна
- Лу Цзінцзін
- Бояна Йовановські
- Алла Кудрявцева
- Катерина Макарова
- Анастасія Севастова
- Роберта Вінчі

## Учасники

### Сіяні учасники
| Країна          | Гравець           | Рейтинг1 | Сіяний |
| --------------- | ----------------- | -------- | ------ |
| Сербія          | Новак Джокович    | 2        | 1      |
| Велика Британія | Енді Маррей       | 4        | 2      |
| Швеція          | Робін Содерлінг   | 5        | 3      |
| Росія           | Микола Давиденко  | 6        | 4      |
| Чехія           | Томаш Бердих      | 7        | 5      |
| Іспанія         | Фернандо Вердаско | 8        | 6      |
| Росія           | Михайло Южний     | 9        | 7      |
| Іспанія         | Давид Феррер      | 11       | 8      |

- Рейтинг подано станом на 27 вересня 2010.

### Інші учасники
Нижче наведено учасників, які отримали вайлдкард на участь в основній сітці:
- Gong Maoxin
- Джон Ізнер
- Yang Tsung-hua

Нижче наведено гравців, які пробились в основну сітку через стадію кваліфікації:
- Міхаель Беррер
- Лукаш Кубот
- Ілля Марченко
- Поль-Анрі Матьє

## Переможці та фіналісти

### Одиночний розряд, чоловіки
Новак Джокович —  Давид Феррер, 6–2, 6–4
- Для Джоковича це був 2-й титул за сезон і 18-й - за кар'єру. Це була його друга перемога на цьому турнірі (перша була 2009 року).

### Одиночний розряд, жінки
Каролін Возняцкі —  Віра Звонарьова, 6–3, 3–6, 6–3
- Для Возняцкі це був 6-й титул за сезон і 12-й — за кар'єру.

### Парний розряд, чоловіки
Боб Браян /  Майк Браян —  Маріуш Фирстенберг /  Марцін Матковський, 6–1, 7–6(7–5)

### Парний розряд, жінки
Чжуан Цзяжун /  Ольга Говорцова —  Хісела Дулко /  Флавія Пеннетта, 7–6(7–2), 1–6, [10–7].